# River South Tyne
Der River South Tyne oder kurz South Tyne  ist der etwa 61 km lange rechte Quellfluss des River Tyne im Nordosten von England.

## Flusslauf
Der River South Tyne entsteht am Nordhang des Tynehead Fell in Cumbria und fließt von dort in nördlicher Richtung, bis er westlich von Haltwhistle einen Bogen in östlicher Richtung vollzieht und in dieser Richtung bis zu seinem Treffen mit dem River North Tyne westlich von Hexham fließt.
Der South-Tyne-Trail-Wanderweg folgt dem Tal des Flusses von seiner Entstehung bis nach Haltwhistle.
Die ehemalige Bahnstrecke der Alston Line läuft von Alston bis nach Haltwhistle durch das Tal des Flusses und wird heute teilweise vom South Tyne Trail benutzt.